# Etimasia

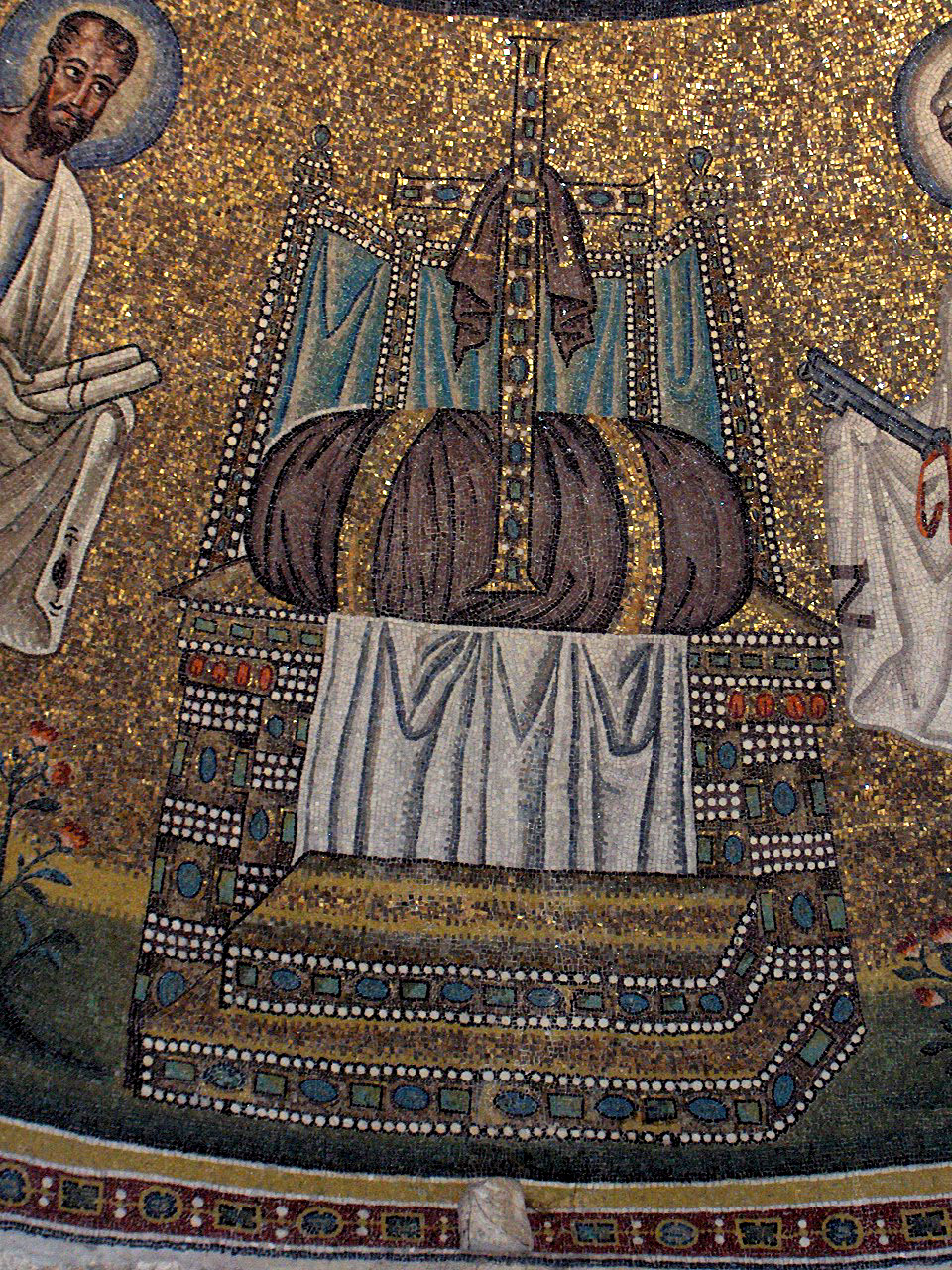
Etimasìa nel Battistero degli Ariani, Ravenna

L'etimasìa (ἑτοιμασία, in greco "preparazione") è un tema iconografico che prevede la rappresentazione di un trono vuoto con le insegne di Cristo. Il senso del tema è che Cristo occuperà il trono al suo ritorno sulla terra per il giudizio universale.
Gli attributi del trono spesso comprendono un cuscino sul quale è posto il mantello da giudice (riferimento al giudizio divino), un libro chiuso (il Libro della Legge), la croce e gli strumenti della Passione.
È un tema tipico dei mosaici bizantini ed in Italia si può ammirare nella cupola del Battistero degli Ariani (V secolo circa) e nell'ultima delle tre fasce concentriche della cupola del Battistero Neoniano (prima metà del V secolo), tutti e due situati a Ravenna; nei mosaici della basilica di San Marco a Venezia e della basilica di Santa Maria Assunta a Torcello, in quelli della cappella palatina del palazzo reale di Palermo e in quelli del duomo di Monreale, nonché nell'arco trionfale della basilica di Santa Maria Maggiore a Roma.
Nella cappella palatina di Palermo, all'interno di un medaglione, è rappresentata la croce con due braccia; nella crociera è posta la corona di spine, con accanto la lancia e la canna con la spugna, e dinanzi alla croce è il trono, sul quale è posto il libro con i sette sigilli con sopra la colomba dello Spirito Santo.
L'etimasìa del duomo di Monreale è data sempre da un medaglione, con la croce a due braccia, la lancia e la canna; il trono è posto innanzi alla croce e su di esso è steso il mantello blu di Cristo (la veste umana); sul trono poggia la colomba dello Spirito Santo e ai piedi del trono è raffigurato un vasetto in cui sono contenuti i quattro chiodi della crocifissione. 
Un oculo dipinto ad affresco raffigurante il tema dell'etimasìa è presente nella parete absidale dell'arco trionfale della chiesa di Santa Maria foris portas a Castelseprio, a conferma del forte legame con la cultura orientale del notevolissimo ciclo di affreschi.